# Purmamarca
Purmamarca is een plaats in het Argentijnse bestuurlijke gebied Tumbaya in de provincie Jujuy. De plaats telt 2.089 inwoners.